# Szabadtéri Néprajzi Múzeum

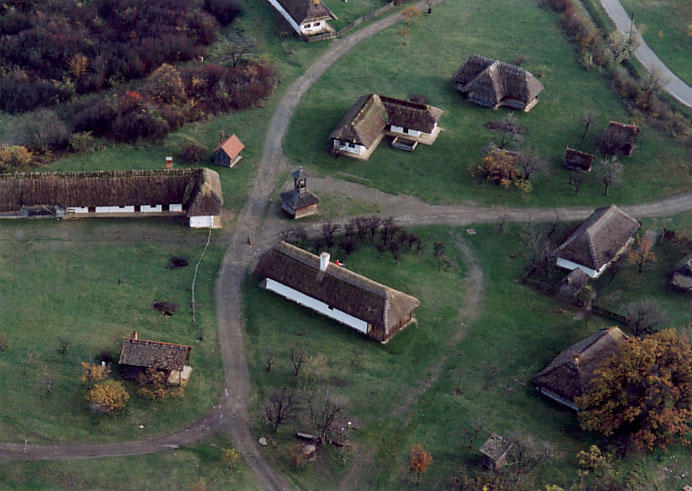
Een deel van het openluchtmuseum

Het Szabadtéri Néprajzi Múzeum (Etnografisch Openluchtmuseum) is een museum bij het stadje Szentendre in Hongarije. Het is het belangrijkste openluchtmuseum in Hongarije en wordt ook wel aangeduid als Skanzen, naar het Hongaarse woord voor 'openluchtmuseum' (wat weer afgeleid is van de naam van het Zweedse plaatsje Skansen dat een van de eerste openluchtmusea ter wereld had).
In het museum met een oppervlakte van 44 ha wordt sinds 1976 gebouwd. Bijna honderd boerderijen en andere gebouwen zijn inmiddels voor het publiek geopend. Het museum geeft een representatief beeld van de karakteristieke bouwstijlen op het Hongaarse platteland van de 18e tot de 20e eeuw.
Een deel van de gebouwen is authentiek, op diverse plekken in het land afgebroken en in het museum opnieuw opgebouwd. Andere gebouwen zijn reconstructies. Men heeft al twee landsgedeeltes klaar. Het eerste landsgedeelte is Transdanubië; dit bestaat uit huizen, boerderijen, stallingen, enz., die ten westen van de Donau stonden. Het tweede gedeelte toont de bouwstijlen van Oost- en Noordoost-Hongarije. Er zijn ook gebouwen uit Transsylvanië te zien.